# فلسفة الموسيقى

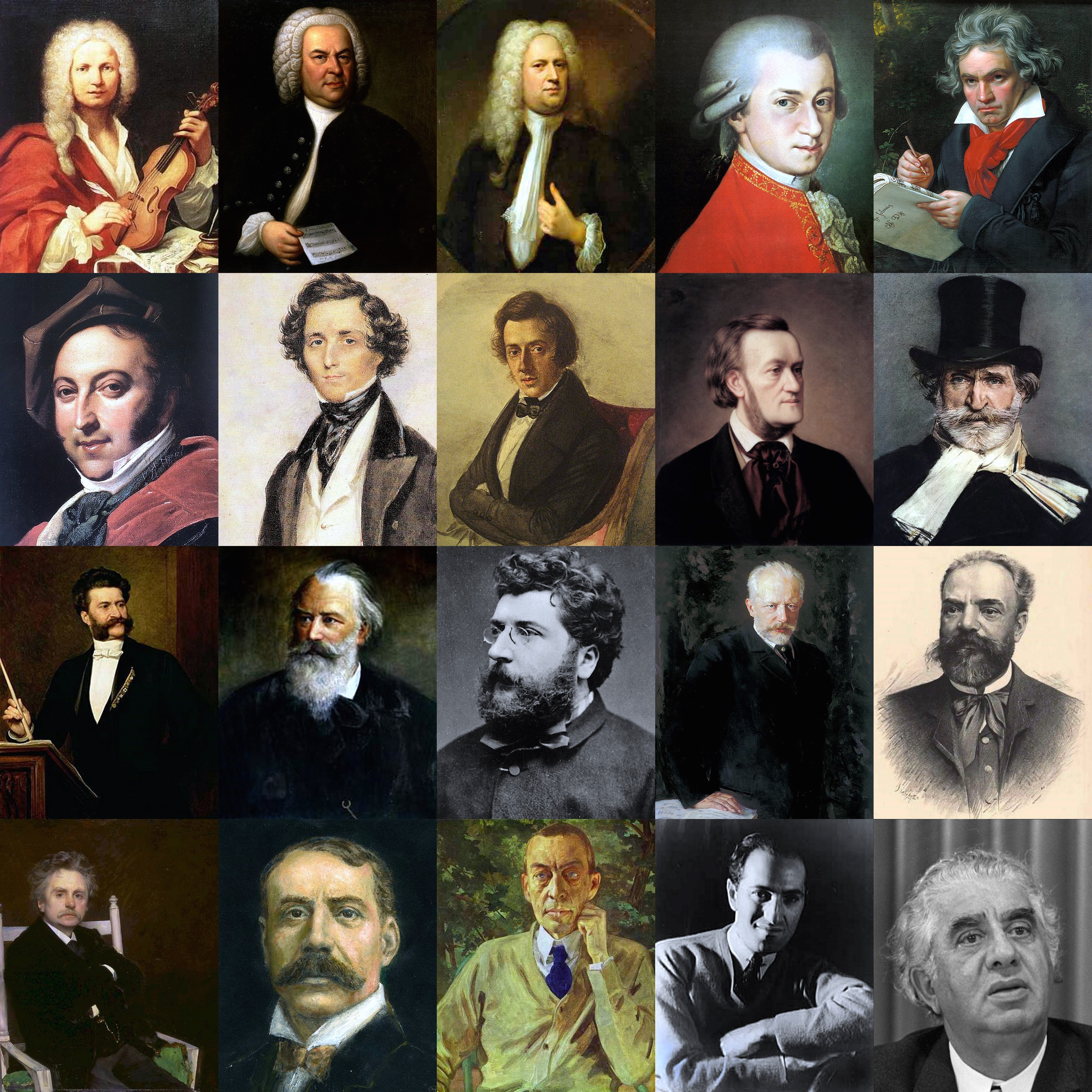
مؤلفي الموسيقى الكلاسيكية العظيمة

فلسفة الموسيقى هي دراسة «أسئلة أساسية حول طبيعة الموسيقى وتجربتنا بها». لدى الدراسة الفلسفية للموسيقى العديد من العلاقات مع الأسئلة الفلسفية في الميتافيزيقيا وفلسفة الجمال. بعض الأسئلة الأساسية في فلسفة الموسيقى هي:
- ما هو تعريف الموسيقى؟ (ما هي الشروط الضرورية والكافية لتصنيف شيء ما كموسيقى؟)

- ما هي العلاقة بين الموسيقى والعقل؟

- ما هي العلاقة بين الموسيقى واللغة؟

- ماذا يكشف لنا التاريخ الموسيقي عن العالم؟

- ما هي العلاقة بين الموسيقى والعواطف؟ (في القرن التاسع عشر كان هناك جدل حول ما إذا كان بإمكان موسيقى الآلات أن تنقل المشاعر)

## تعريف الموسيقى
عادة ما تبدأ مصطلحات مفهوم الموسيقى بفكرة أن الموسيقى منظمة بشكل سليم. يُذهب إلى ملاحظة أن هذا التوصيف واسع جدًا، نظرًا لأن هناك العديد من الأمثلة على الصوت المنظم غير الموسيقى، مثل الكلام البشري، أصوات الحيوانات والآلات غير البشرية. هناك العديد من الطرق المختلفة للدلالة على الجوانب الأساسية للموسيقى التي هي أكثر تحديدا من«الصوت»: (الحدة التي تحدث على التوالي)، والانسجام (ينظر إليها على أنها حدة المجموعات - وليس بالضرورة أن تكون سليمة في نفس الوقت - لتشكيل الحبال) والإيقاع والمتر والجرس (المعروف أيضًا باسم «لون» الصوت). غالبًا ما تتألف الموسيقى الملموسة من عينات سليمة ذات طبيعة غير موسيقية، وفي بعض الأحيان في وضع عشوائي. قد تتكون موسيقى الأمبيت من تسجيلات للحياة البرية أو الطبيعة. شكّل وصول هذه الأشكال الموسيقية الطليعية في القرن العشرين تحديًا كبيرًا للآراء التقليدية للموسيقى كونها تستند حول الألحان والإيقاعات، مما يؤدي إلى توصيفات أوسع.

### الموسيقى البحتة مقابل موسيقى البرنامج
كان هناك جدل حاد حول الموسيقى البحتة مقابل موسيقى البرنامج خلال أواخر العصر الرومانسي. قال المناصرون من منظور «الموسيقى البحتة» إن موسيقى الآلات لا تنقل المشاعر أو الصور إلى المستمع. زعموا أن الموسيقى ليست صريحة حول أي شيء وأنها غير تمثيلية. تطورت فكرة الموسيقى البحتة في نهاية القرن الثامن عشر في كتابات مؤلفي الرومانسية الألمانية المبكرة، مثل فيلهيلم هاينريخ فاكنرودر، لودفيج تيك، وإي.تي. هوفمان. يعتقد أنصار منظور «برنامج الموسيقى» أن الموسيقى يمكن أن تنقل المشاعر والصور. أحد الأمثلة على موسيقى البرنامج هو فيلم سمفوني فانتاستك من قبل الناقد الموسيقي هيكتور بيريليوز، حيث تمثل الحركة الرابعة تصوير المؤلف لقصصة عن فنان يسمم نفسه بالأفيون ثم يُنفذ. غالبية معارضة الموسيقى القائمة على أساس بحت جاءت من الملحن ريتشارد فاغنر والفلاسفة فريدريك نيتشه وجورج ويلهلم فريدريش هيغل. كانت أعمال فاجنر برنامجية بشكل أساسي وغالبًا ما تستخدم التعبير الصوتي، وقال: «أين الموسيقى لا يمكن أن تذهب أبعد من ذلك، فهناك الكلمة.. الكلمة أعلى من النغمة». كتب نيتشه العديد من التعليقات التي ترحب بموسيقى واغنر وكان في الواقع مؤلفًا موسيقيًا للهواة نفسه.
الفلاسفة الرومانسيون الآخرون والمؤيدون للموسيقى البحتة، مثل يوهان فون غوته رأى الموسيقى ليست فقط «لغة» إنسانية ذاتية ولكن كوسيلة مُطلقة للتناظر إلى عالم أعلى من النظام والجمال. عبّر البعض عن علاقة روحية بالموسيقى. في الجزء الرابع من أعماله الرئيسية، «العالم كإرادة» و «تمثيلية» (1819)، قال آرثر شوبنهاور إن «الموسيقى هي الحل لسرية الحياة. أعمقها من كل الفنون، إنها تعبر عن أعمق أفكار الحياة». في «المراحل الفورية المثيرة أو المثيرة الموسيقية»، يدرس سورين كيركيغارد عمق موسيقى فولفغانغ أماديوس موتسارت والطابع الحسي لدون جيوفاني.

### المعنى والغرض
في كتابه بعنوان "كيف يعمل العقل"، وصف ستيفن بينكر الموسيقى "كعكة الجبن السمعي"، وهي عبارة في السنوات التي مضت شكلت تحديًا لعلماء الموسيقى وعلماء النفس الذين يعتقدون خلاف ذلك. من بين أولئك الذين لاحظوا هذا الأمر، كان فيليب بول في كتابه "الموسيقى موهبة" حيث أشار إلى أن الموسيقى يبدو أنها تصل إلى جوهر ما يعنيه أن تكون إنسانًا: "هناك ثقافات في العالم يمكن فيها قول" I "لا الموسيقية" سيكون بلا معنى، "بول يكتب"، أقرب إلى القول "أنا لست على قيد الحياة". " في نقاش مصور، يقترح بول أن الموسيقى قد تحصل على قوتها العاطفية من خلال قدرتها على تقليد الناس، وربما قدرتها على إغرائنا.

### جماليات الموسيقى
في تقاليد ما قبل الحداثة، جمعت جماليات الموسيقى الأبعاد الرياضية والكونية للتنظيم الإيقاعي والتوافقي. في القرن الثامن عشر، تحول التركيز إلى تجربة الاستماع للموسيقى، وبالتالي إلى أسئلة حول جمالها والتمتع البشري للموسيقى. ينسب أحيانًا أصل هذا التحول الفلسفي إلى ألكسندر جوتليب بومجارتن في القرن الثامن عشر، يليه إيمانويل كانت. من خلال كتاباتهم، استحوذت جماليات المصطلح القديم، أي الإدراك الحسي، على دلالاتها الحالية. في العقود الأخيرة، كان الفلاسفة يميلون إلى التركيز على القضايا إلى جانب الجمال والتمتع. على سبيل المثال، كانت قدرة الموسيقى على التعبير عن المشاعر قضية مركزية.
فلسفة الجمال هو فرع من الفلسفة. في القرن العشرين، تم تقديم مساهمات مهمة من قبل بيتر كيفي، جيرولد ليفنسون، روجر سكروتن، وستيفن ديفيس. ومع ذلك، فقد ساهم العديد من الموسيقيين ونقاد الموسيقى وغيرهم من الفلاسفة في جماليات الموسيقى. في القرن التاسع عشر، نشأ جدل كبير بين إدوارد هانسل، ناقد موسيقى وعالم موسيقى، والملحن ريتشارد فاغنر. وقد درس هاري بارش وبعض علماء الموسيقى الآخرين، مثل كايل غان، وحاولوا تعميم الموسيقى الميكروتونية واستخدام المقاييس الموسيقية البديلة. أيضًا، العديد من الملحنين الحديثين مثل لاموته يونغ، رهايس تشاثم وجلين برانجا، اهتموا اهتماما كبيرا بنظام ضبط يسمى التنغيم.
كان هناك اتجاه قوي في جماليات الموسيقى للتأكيد على الأهمية القصوى للهيكل التركيبي؛ ومع ذلك، هناك قضايا أخرى تتعلق بجماليات الموسيقى وتشمل الغنائية والانسجام والتنويم المغناطيسي، العاطفة، الديناميات الزمنية، الرنين، المرح، واللون.
غالبًا ما يُعتقد أن الموسيقى لديها القدرة على التأثير في عواطفنا وفكرنا وعلم نفسنا. يمكن أن تهدئ وحدتنا أو تُحرّض عواطفنا. يقترح الفيلسوف أفلاطون أن الموسيقى لها تأثير مباشر على الروح. لذلك، يقترح أنه في النظام المثالي ستنظم الموسيقى عن كثب من قبل الدولة (الكتاب السابع).